# Andrés Ducaud
Andrés Ducaud fue un arquitecto, técnico en animación, director, artesano, jefe de dibujos animados y escenógrafo francés, que nacionalizado en Argentina, forjó una destacada carrera durante el nacimiento cinematográfico nacional.

## Carrera
El prodigioso Andrés Decaud, viajó desde muy chico a la Argentina, iniciándose en el mundo del cine mudo gracias a la dirección de Federico Valle (integrando la "Cinematografía Valle") y luego de José Agustín Ferreyra.
Junto a Valle y a Quirino Cristiani y Diógenes Taborda colaboró con el primer largometraje de la historia del género de dibujos animados titulado El apostól en 1917,  que se refería satíricamente a la política de Hipólito Yrigoyen. En ella construyó las maquetas para la secuencia del incendio de Buenos Aires, mientras que el texto dependió de  Alfonso de Laferrére.
Posteriormente, en 1922, trabaja como escenógrafo en el film La muchacha del arrabal, encabezada por elegantes figuras de la época como Jorge Lafuente, Carlos Dux y  Lidia Liss.
El 1 de junio de 1923 Cristiani acusó a Rafael Parodi y a Decaud por falsificación de patente de invención  y pide se les condene al «máximum» de la pena establecida en el artículo 53 de la ley número 111.
Andrés Decaud falleció poco después de cerrarse la Cinematográfica Valle.

## Filmografía
- 1917: El apóstol.
- 1918: La Carmen Criolla o Una noche de gala en el Colón.
- 1918: Abajo la careta o la República de Jauja.[4]
- 1922: La muchacha del arrabal.[5]